# Campeonato Europeo Sub-17 de la UEFA 2023
El Campeonato de Europa Sub-17 de la UEFA 2023 fue la vigésima edición de este torneo organizado por la UEFA (40.ª edición si también se incluyera la era Sub-16). Hungría albergará el torneo entre mayo y junio de 2023.
La fase de clasificación determinará los 15 equipos que se unirán a Hungría, el anfitrión automáticamente clasificado, en la fase final del campeonato. Aparte de Hungría como anfitrión, los 54 equipos restantes entran en la competición de clasificación, donde el formato original constaría de dos rondas: Ronda de clasificación, que se llevaría a cabo en otoño de 2022, y Ronda de élite, que se llevaría a cabo en primavera de 2023.
Al igual que en ediciones anteriores celebradas en años impares, el torneo actuará como clasificatorio de la UEFA para la Copa Mundial Sub-17 de la FIFA. Los cinco mejores equipos del torneo se clasificarán para la Copa Mundial Sub-17 de la FIFA 2023 como representantes de la UEFA.

## Selección de sede
- 19 de abril de 2021: Selección de las federaciones anfitrionas exitosas por el Comité Ejecutivo de la UEFA en su reunión en Montreux

- Para los torneos finales del Campeonato Europeo Sub-17 de la UEFA de 2023 y 2024, Hungría y Chipre fueron seleccionados como anfitriones respectivamente.[1]

## Clasificación
Las 55 naciones de la UEFA entraron en la competición y, con Hungría, la anfitriona, clasificándose automáticamente, los otros 54 equipos competirán en la ronda de clasificación, que constará de dos rondas: la ronda de clasificación, que tendrá lugar en otoño de 2022, y la ronda de élite, que se llevará a cabo en la primavera de 2023, para determinar los 15 lugares restantes en el torneo final.

### Equipos clasificados
Los siguientes equipos se clasificaron para el torneo final.
Nota: Todas las estadísticas de aparición incluyen solo la era Sub-17 (desde 2002).
| Equipo       | Método de calificación | Apariciones | Última aparición        | Mejor rendimiento anterior        |
| ------------ | ---------------------- | ----------- | ----------------------- | --------------------------------- |
| Hungría      | Sede                   | 6           | 2019 (Semifinal)        | Semifinal (2019)                  |
| Serbia       | Ganador Grupo 1        | 91          | 2022 (Fase de grupos)   | Semifinal (2022)                  |
| Gales        | Ganador Grupo 2        | 1           | ---                     | ---                               |
| Países Bajos | Ganador Grupo 3        | 15          | 2022 (Subcampeón)       | Campeón (2011, 2012, 2018, 2019)  |
| España       | Ganador Grupo 4        | 14          | 2022 (Cuartos de final) | Campeón (2007, 2008, 2017)        |
| Portugal     | Ganador Grupo 5        | 10          | 2022 (Cuartos de final) | Campeón (2003, 2016)              |
| Irlanda      | Ganador Grupo 6        | 5           | 2019 (Fase de grupos)   | Cuartos de final (2017,2018)      |
| Croacia      | Ganador Grupo 7        | 5           | 2017 (Fase de grupos)   | Semifinal (2005)                  |
| Francia      | Ganador Grupo 8        | 14          | 2022 (Campeón)          | Campeón (2004, 2015, 2022)        |
| Italia       | Mejor segundo          | 11          | 2022 (Cuartos de final) | Subcampeón (2013, 2018, 2019)     |
| Inglaterra   | Mejor segundo          | 15          | 2019 (Fase de grupos)   | Campeón (2010, 2014)              |
| Alemania     | Mejor segundo          | 14          | 2022 (Cuartos de final) | Campeón (2009)                    |
| Eslovenia    | Mejor segundo          | 4           | 2018 (Fase de grupos)   | Fase de grupos (2012, 2015, 2018) |
| Polonia      | Mejor segundo          | 4           | 2022 (Fase de grupos)   | Semifinal (2012)                  |
| Suiza        | Mejor segundo          | 9           | 2018 (Fase de grupos)   | Campeón (2002)                    |
| Escocia      | Mejor segundo          | 7           | 2022 (Fase de grupos)   | Semifinal (2014)                  |

Notas
1 Dos como Serbia y Montenegro y siete como Serbia.

## Sorteo
El sorteo de la fase final del Campeonato de Europa Sub-17 de la UEFA se realizó en el Hotel Ensana Thermal Margitsziget, Budapest, Hungría, el lunes 3 de abril de 2023.

## Sedes
| Balmazújváros     | Budapest                 | Budaörs               | Felcsút                                               |
| ----------------- | ------------------------ | --------------------- | ----------------------------------------------------- |
| Városi Sportpálya | Estadio Hidegkuti Nándor | Árok utcai pálya      | Pancho Arena                                          |
| Capacidad: 2 435  | Capacidad: 5 322         | Capacidad: 1 204      | Capacidad: 3 816                                      |
|                   |                          |                       |                                                       |
| Debrecen          | Debrecen                 | Telki                 | Balmazújváros Budapest Budaörs Felcsút Debrecen Telki |
| Estadio DEAC      | Nagyerdei Stadion        | Telki Training Centre | Balmazújváros Budapest Budaörs Felcsút Debrecen Telki |
| Capacidad: 1 500  | Capacidad: 20 340        | Capacidad: 1 000      | Balmazújváros Budapest Budaörs Felcsút Debrecen Telki |
|                   |                          |                       | Balmazújváros Budapest Budaörs Felcsút Debrecen Telki |

## Fase de grupos
Todos los horarios son CEST locales (UTC+2).

### Grupo A
| Equipo      | Pts | PJ | PG | PE | PP | GF | GC | Dif |
| ----------- | --- | -- | -- | -- | -- | -- | -- | --- |
| Polonia     | 6   | 3  | 2  | 0  | 1  | 10 | 7  | 3   |
| Irlanda     | 6   | 3  | 2  | 0  | 1  | 8  | 7  | 1   |
| Hungría (H) | 3   | 3  | 1  | 0  | 2  | 8  | 9  | –1  |
| Gales       | 3   | 3  | 1  | 0  | 2  | 3  | 6  | –3  |

| 17 de mayo de 2023, 16:30 | Polonia                                                    | 5:1 (2:1) | Irlanda  | Estadio Nándor Hidegkuti, Budapest, Hungría |                              |
|                           | Skoczylas 13', 49' · Szala 44' · Borys 54' · Kadziolka 65' | Reporte   | Orazi 4' | Árbitro(s): Atilla Karaoğlan                | Árbitro(s): Atilla Karaoğlan |

| 17 de mayo de 2023, 20:00 | Hungría                             | 3:0 (1:0) | Gales | Estadio Nándor Hidegkuti, Budapest, Hungría |  |
|                           | Simon 43' · Szabó 75' · Umathum 81' | Reporte   |       |                                             |  |

| 20 de mayo de 2023, 16:30 | Irlanda                              | 3:0 (2:0) | Gales | Pancho Arena, Felcsút, Hungría |                            |
|                           | Razi 23' · Orazi 34' · Akachukwu 62' | Reporte   |       | Árbitro(s): Elchin Masiyev     | Árbitro(s): Elchin Masiyev |

| 20 de mayo de 2023, 20:00 | Hungría                              | 3:5 (0:2) | Polonia                                                            | Pancho Arena, Felcsút, Hungría |                             |
|                           | Varga 55' · Simon 70' · Molnár 90+4' | Reporte   | Skoczylas 8' · Sznaucner 34' · Huras 51' · Tomczyk 76' · Borys 80' | Árbitro(s): Miloš Milanović    | Árbitro(s): Miloš Milanović |

| 23 de mayo de 2023, 20:00 | Gales                             | 3:0 (0:0) | Polonia | Pancho Arena, Felcsút, Hungría |  |
|                           | Biancheri 82' · Morgan 89', 90+1' | Reporte   |         |                                |  |

| 23 de mayo de 2023, 20:00 | Irlanda                        | 4:2 (3:1) | Hungría                      | Árok utcai pálya, Budaörs, Hungría |  |
|                           | Kehir 4', 61' · Melia 24', 31' | Reporte   | Grante 10' (a.g.) · Kern 71' |                                    |  |

### Grupo B
| Equipo    | Pts | PJ | PG | PE | PP | GF | GC | Dif |
| --------- | --- | -- | -- | -- | -- | -- | -- | --- |
| España    | 7   | 3  | 2  | 1  | 0  | 6  | 3  | 3   |
| Serbia    | 4   | 3  | 1  | 1  | 1  | 5  | 5  | 0   |
| Italia    | 3   | 3  | 1  | 0  | 2  | 4  | 4  | 0   |
| Eslovenia | 3   | 3  | 1  | 0  | 2  | 5  | 8  | –3  |

| 18 de mayo de 2023, 17:00 | Serbia                       | 2:4 (0:3) | Eslovenia                                                | Telki Training Centre, Telki, Hungría |  |
|                           | Cvetković 66' · Petrović 82' | Reporte   | Pejičić 4' · Topalović 10' · Jakupović 34' · Hrvatin 52' |                                       |  |

| 18 de mayo de 2023, 20:00 | Italia      | 1:2 (1:0) | España       | Árok utcai pálya, Budaörs , Hungría |                             |
|                           | Ragnoli 15' |           | Paz 53', 75' | Árbitro(s): Miloš Milanović         | Árbitro(s): Miloš Milanović |

| 21 de mayo de 2023, 16:30 | España                                              | 3:1 (2:0) | Eslovenia     | Hidegkuti Nándor Stadion, Budapest , Hungría |  |
|                           | Marc Guiu 28' · Óscar Mesa 45+1' · Yamal 50' (pen.) | Reporte   | Topalović 54' |                                              |  |

| 21 de mayo de 2023, 20:00 | Serbia                         | 2:0 (1:0) | Italia | Hidegkuti Nándor Stadion, Budapest , Hungría |  |
|                           | Maksimović 39' · Cvetkovic 59' | Reporte   |        |                                              |  |

| 24 de mayo de 2023, 17:00 | España    | 1:1 (0:0) | Serbia         | Árok utcai pálya, Budaörs , Hungría |  |
|                           | Yamal 78' | Reporte   | Maksimović 68' |                                     |  |

| 24 de mayo de 2023, 17:00 | Eslovenia | 0:3 (0:0) | Italia                          | Telki Training Centre, Telki, Hungría |  |
|                           |           | Reporte   | Mannini 60', 81' · De Pieri 87' |                                       |  |

### Grupo C
| Equipo   | Pts | PJ | PG | PE | PP | GF | GC | Dif |
| -------- | --- | -- | -- | -- | -- | -- | -- | --- |
| Alemania | 9   | 3  | 3  | 0  | 0  | 10 | 1  | 9   |
| Francia  | 4   | 3  | 1  | 1  | 1  | 5  | 5  | 0   |
| Portugal | 4   | 3  | 1  | 1  | 1  | 3  | 6  | –3  |
| Escocia  | 0   | 3  | 0  | 0  | 3  | 2  | 8  | –6  |

| 17 de mayo de 2023, 16:30 | Escocia    | 1:3 (0:2) | Francia                                    | Nagyerdei Stadion , Debrecen, Hungría |                            |
|                           | Wilson 71' | Reporte   | Issoufou 5' · Gadou 45' · Ellis 75' (a.g.) | Árbitro(s): Elchin Masiyev            | Árbitro(s): Elchin Masiyev |

| 17 de mayo de 2023, 20:00 | Portugal | 0:4 (0:2) | Alemania                                    | Nagyerdei Stadion , Debrecen, Hungría |  |
|                           |          |           | Darvich 32' · Kabar 39' · Ramsak 59', 90+4' |                                       |  |

| 20 de mayo de 2023, 15:00 | Portugal            | 2:1 (2:0) | Escocia      | Estadio DEAC, Debrecen, Hungría |                         |
|                           | Tomé 3' · Sousa 20' | Reporte   | Connolly 88' | Árbitro(s): David Smajc         | Árbitro(s): David Smajc |

| 20 de mayo de 2023, 15:00 | Francia   | 1:3 (1:0) | Alemania                      | Városi Sportpálya, Balmazújváros , Hungría |                              |
|                           | Sylla 39' | Reporte   | Brunner 56', 63' · Ramsak 60' | Árbitro(s): Atilla Karaoğlan               | Árbitro(s): Atilla Karaoğlan |

| 23 de mayo de 2023, 15:00 | Alemania                                | 3:0 (0:0) | Escocia | Estadio DEAC, Debrecen, Hungría |  |
|                           | Darvich 49' · Darlai 54' · Darlai 90+1' | Reporte   |         |                                 |  |

| 23 de mayo de 2023, 20:00 | Francia   | 1:1 (1:1) | Portugal     | Városi Sportpálya, Balmazújváros , Hungría |  |
|                           | Gomis 10' | Reporte   | Patrício 41' |                                            |  |

### Grupo D
| Equipo       | Pts | PJ | PG | PE | PP | GF | GC | Dif |
| ------------ | --- | -- | -- | -- | -- | -- | -- | --- |
| Inglaterra   | 7   | 3  | 2  | 1  | 0  | 5  | 1  | 4   |
| Suiza        | 7   | 3  | 2  | 1  | 0  | 4  | 1  | 3   |
| Croacia      | 1   | 3  | 0  | 1  | 2  | 2  | 4  | –2  |
| Países Bajos | 1   | 3  | 0  | 1  | 2  | 2  | 7  | –5  |

| 18 de mayo de 2023, 16:30 | Suiza                      | 2:0 (0:0) | Países Bajos | Estadio DEAC, Debrecen, Hungría |  |
|                           | Boteli 48' · Junior Zé 54' | Reporte   |              |                                 |  |

| 18 de mayo de 2023, 20:00 | Croacia | 0:1 (0:1) | Inglaterra | Városi Sportpálya, Balmazújváros , Hungría |                         |
|                           |         | Reporte   | Nwaneri 8' | Árbitro(s): David Smajc                    | Árbitro(s): David Smajc |

| 21 de mayo de 2023, 15:00 | Croacia   | 1:2 (1:1) | Suiza                       | Nagyerdei Stadion, Debrecen, Hungría |                            |
|                           | Levak 32' | Reporte   | Xhemalija 9' · Akahomen 83' | Árbitro(s): Jamie Robinson           | Árbitro(s): Jamie Robinson |

| 21 de mayo de 2023, 20:00 | Países Bajos | 1:4 (0:1) | Inglaterra                                                               | Nagyerdei Stadion, Debrecen, Hungría |  |
|                           | Hartog 71'   |           | Lewis 7' · Bal 80' (a.g.) · Dada-Mascoll 90+3' (pen.) · Oboavwoduo 90+4' |                                      |  |

| 24 de mayo de 2023, 15:00 | Países Bajos | 1:1 (0:0) | Croacia    | Városi Sportpálya , Balmazújváros , Hungría |  |
|                           | Bal 53'      | Reporte   | Puljić 66' |                                             |  |

| 24 de mayo de 2023, 15:00 | Inglaterra | 0:0 (0:0) | Suiza | Estadio DEAC, Debrecen, Hungría |  |
|                           |            | Reporte   |       |                                 |  |

## Fase final
Cinco equipos (los semifinalistas y el vencedor de un play-off entre los dos equipos de cuartos de final derrotados con mejor registro en la fase de grupos) se clasificarán para la Copa Mundial Sub-17 de la FIFA, que se jugará del 10 de noviembre al 2 de diciembre.

### Cuadro de desarrollo
|  | Cuartos de final | Cuartos de final |               |       | Semifinal               | Semifinal               |  |  | Final | Final |
|  |                  |                  |               |       |                         |                         |  |  |       |       |
|  |                  |                  |               |       |                         |                         |  |  |       |       |
|  |                  |                  |               |       |                         |                         |  |  |       |       |
|  | Polonia          | 3                |               |       |                         |                         |  |  |       |       |
|  | Polonia          | 3                |               |       |                         |                         |  |  |       |       |
|  | Serbia           | 2                |               |       |                         |                         |  |  |       |       |
|  | Serbia           | 2                | Polonia       | 3     |                         |                         |  |  |       |       |
|  |                  |                  | Polonia       | 3     |                         |                         |  |  |       |       |
|  |                  | Alemania         | 5             |       |                         |                         |  |  |       |       |
|  | Alemania (p.)    | Alemania         | 5             | 1 (3) |                         |                         |  |  |       |       |
|  | Alemania (p.)    |                  |               | 1 (3) |                         |                         |  |  |       |       |
|  | Suiza            | 1 (2)            |               |       |                         |                         |  |  |       |       |
|  | Suiza            | 1 (2)            | Alemania (p.) | 0 (5) |                         |                         |  |  |       |       |
|  |                  |                  | Alemania (p.) | 0 (5) |                         |                         |  |  |       |       |
|  |                  | Francia          | 0 (4)         |       |                         |                         |  |  |       |       |
|  | España           | Francia          | 0 (4)         | 3     |                         |                         |  |  |       |       |
|  | España           |                  |               | 3     |                         |                         |  |  |       |       |
|  | Irlanda          | 0                |               |       |                         |                         |  |  |       |       |
|  | Irlanda          | 0                | España        | 1     |                         |                         |  |  |       |       |
|  |                  |                  | España        | 1     |                         |                         |  |  |       |       |
|  |                  | Francia          | 3             |       | Play-off Copa del Mundo | Play-off Copa del Mundo |  |  |       |       |
|  | Inglaterra       | Francia          | 3             | 0     | Play-off Copa del Mundo | Play-off Copa del Mundo |  |  |       |       |
|  | Inglaterra       |                  |               | 0     |                         |                         |  |  |       |       |
|  | Francia          | 1                |               |       |                         |                         |  |  |       |       |
|  | Francia          | 1                | Inglaterra    | 4     |                         |                         |  |  |       |       |
|  |                  |                  |               |       |                         |                         |  |  |       |       |
|  | Suiza            | 2                |               |       |                         |                         |  |  |       |       |
|  | Suiza            | 2                |               |       |                         |                         |  |  |       |       |

### Cuartos de final
| 27 de mayo de 2023, 15:00 | Polonia                                                   | 3:2 (1:0) | Serbia                        | Telki Training Centre, Telki, Hungría |                            |
|                           | - Krzyżanowski 4' - Mikołajewski 62' (pen.) - Rejczyk 89' | Reporte   | - Vukojević 51' - Subotić 70' | Árbitro(s): Elchin Masiyev            | Árbitro(s): Elchin Masiyev |

| 27 de mayo de 2023, 15:00 | Alemania                           | 1:1 (0:1) (3:2 p.)         | Suiza                                        | Estadio DEAC, Debrecen, Hungría |                            |
|                           | - Brunner 49'                      | Reporte                    | - Boteli 16' (pen.)                          | Árbitro(s): Jamie Robinson      | Árbitro(s): Jamie Robinson |
|                           |                                    | Tiros desde el punto penal |                                              |                                 |                            |
|                           | - Ramsak - Osawe - Dárdai - Wätjen |                            | - Parente - Fasano - Grando - Smith - Boteli |                                 |                            |

| 27 de mayo de 2023, 20:00 | España                               | 3:0 (1:0) | Irlanda | Estadio Nándor Hidegkuti, Budapest, Hungría |                             |
|                           | - Granados 22' - Paz 69' - Yamal 72' | Reporte   |         | Árbitro(s): Miloš Milanović                 | Árbitro(s): Miloš Milanović |

| 27 de mayo de 2023, 20:00 | Inglaterra | 0:1 (0:0) | Francia                | Városi Sportpálya, Balmazújváros, Hungría |                              |
|                           |            | Reporte   | - Lambourde 89' (pen.) | Árbitro(s): Atilla Karaoğlan              | Árbitro(s): Atilla Karaoğlan |

### Semifinal
| 30 de mayo de 2023, 16:30 | Polonia                                    | 3:5 (2:1) | Alemania                                                                  | Pancho Arena, Felcsút, Hungría |                           |
|                           | - Mikołajewski 7' - Borys 31' - Wolski 68' | Reporte   | - Moerstedt 22' - Brunner 56' - Herrmann 65' - Ouedraogo 79' - Ramsak 82' | Árbitro(s): Michal Ocenáš      | Árbitro(s): Michal Ocenáš |

| 30 de mayo de 2023, 20:00 | España      | 1:3 (0:0) | Francia                                 | Pancho Arena, Felcsút, Hungría |                           |
|                           | - Yamal 69' |           | - Lambourde 73' - Ali 80' - Gomis 90+1' | Árbitro(s): Adam Ladebäck      | Árbitro(s): Adam Ladebäck |

### Play-off clasificatorio a la Copa Mundial
| 30 de mayo de 2023, 15:00 | Inglaterra                                          | 4:2 (1:1) | Suiza                           | Árok utcai pálya, Budaörs , Hungría |                                |
|                           | - Gray 17' - Lovelace 67' - Golding 68' - Young 76' | Reporte   | - Rufener 45+1' - Xhemalija 51' | Árbitro(s): Damian Sylwestrzak      | Árbitro(s): Damian Sylwestrzak |

### Final
| 2 de junio de 2023, 20:00 | Alemania                                                    | 0:0 (5:4 p.)               | Francia                                                       | Estadio Nándor Hidegkuti, Budapest, Hungría |  |
|                           |                                                             |                            |                                                               | Árbitra: Atilla Karaoglan                   |  |
|                           |                                                             | Tiros desde el punto penal |                                                               |                                             |  |
|                           | - Darvich - Herrmann - Dárdai - Bulut - Brunner - Ouédraogo |                            | - Kayi Sanda - Lambourde - Tincres - Sangui - Sylla - Bouabré |                                             |  |

## Campeón
| Eurocopa Sub-17 2023 |
| -------------------- |
| Bandera de Alemania  |
| Alemania             |

## Estadísticas

### Goleadores
| Jugador             | Selección | Goles |
| ------------------- | --------- | ----- |
| Paris Brunner       | Alemania  | 4     |
| Robert Ramsak       | Alemania  | 4     |
| Marc Guiu           | España    | 4     |
| Lamine Yamal        | España    | 4     |
| Karol Borys         | Polonia   | 3     |
| Mateusz Skoczylas   | Polonia   | 3     |
| Noah Darvich        | Alemania  | 2     |
| Luka Topalović      | Eslovenia | 2     |
| Tidiam Gomis        | Francia   | 2     |
| Yanis Issoufou      | Francia   | 2     |
| Mathis Lambourde    | Francia   | 2     |
| Iwan Morgan         | Gales     | 2     |
| Benedek Simon       | Hungría   | 2     |
| Luke Kehir          | Irlanda   | 2     |
| Mason Melia         | Irlanda   | 2     |
| Ikechukwu Orazi     | Irlanda   | 2     |
| Mattia Mannini      | Italia    | 2     |
| Daniel Mikołajewski | Polonia   | 2     |
| Mihajlo Cvetković   | Serbia    | 2     |
| Andrija Maksimović  | Serbia    | 2     |
| Winsley Boteli      | Suiza     | 2     |
| Demir Xhemalija     | Suiza     | 2     |

### Tabla general
| Equipo | Equipo       | Pts | PJ | PG | PE | PP | GF | GC | Dif | Rend |
| ------ | ------------ | --- | -- | -- | -- | -- | -- | -- | --- | ---- |
| 1      | Alemania     | 14  | 6  | 4  | 2  | 0  | 16 | 5  | 11  | 77%  |
| 2      | Francia      | 11  | 6  | 3  | 2  | 1  | 9  | 6  | 3   | 61%  |
| 3      | España       | 10  | 5  | 3  | 1  | 1  | 10 | 6  | 4   | 66%  |
| 4      | Polonia      | 9   | 5  | 3  | 0  | 2  | 16 | 14 | 2   | 60%  |
| 5      | Suiza        | 8   | 4  | 2  | 2  | 0  | 5  | 2  | 3   | 66%  |
| 6      | Inglaterra   | 7   | 4  | 2  | 1  | 1  | 5  | 2  | 3   | 58%  |
| 7      | Irlanda      | 6   | 4  | 2  | 0  | 2  | 8  | 10 | –2  | 50%  |
| 8      | Serbia       | 4   | 4  | 1  | 1  | 2  | 7  | 8  | –1  | 33%  |
| 9      | Portugal     | 4   | 3  | 1  | 1  | 1  | 3  | 6  | –3  | 44%  |
| 10     | Italia       | 3   | 3  | 1  | 0  | 2  | 4  | 4  | 0   | 33%  |
| 11     | Hungría      | 3   | 3  | 1  | 0  | 2  | 8  | 9  | -1  | 33%  |
| 12     | Eslovenia    | 3   | 3  | 1  | 0  | 2  | 5  | 8  | -3  | 33%  |
| 13     | Gales        | 3   | 3  | 1  | 0  | 2  | 3  | 6  | -3  | 33%  |
| 14     | Croacia      | 1   | 3  | 0  | 1  | 2  | 2  | 4  | -2  | 11%  |
| 15     | Países Bajos | 1   | 3  | 0  | 1  | 2  | 2  | 7  | -5  | 11%  |
| 16     | Escocia      | 0   | 3  | 0  | 0  | 3  | 2  | 8  | -6  | 0%   |

## Clasificados alMundial Sub-17 de 2023
| Bandera de Polonia    | Bandera de Alemania   | Bandera de España     | Bandera de Francia    | Bandera de Inglaterra |
| Polonia               | Alemania              | España                | Francia               | Inglaterra            |
| Clasificado: 27/05/23 | Clasificado: 27/05/23 | Clasificado: 27/05/23 | Clasificado: 27/05/23 | Clasificado: 30/05/23 |